# Гаджано
Гаджа̀но (на италиански: Gaggiano, на западноломбардски: Gagiànn, Гаджан) е град и община в Северна Италия, провинция Милано, регион Ломбардия. Разположен е на 117 m надморска височина. Населението на общината е 9011 души (към 2013 г.).